# Orle (Sesana)
Orle (in sloveno Orlek) è un paese della Slovenia, frazione del comune di Sesana.
La località che si trova a 346 metri s.l.m. e confina direttamente con l'Italia, è situata a 3 chilometri dal capoluogo comunale.

A sud-est dell'insediamento, subito a nord della foresta di Gropada (Gropajska gmajna), ci sono i resti della vecchia polveriera di Orle (Stara Orleška smodnišnica).

Un percorso ciclabile la collega con Trebiciano e Opicina in Italia.

## Geografia fisica
Rappresentato in parte nella carta IGM al 25.000: 40A-II-SE